# Timiș (län)
Timiș är ett län (județ) i västra Rumänien med en yta på 8 697 km² och 749 923 invånare (år 2018). Residensstad är Timișoara. Länet är indelat i 2 municipii, 8 städer och 85 kommuner.

## Municipii
- Timișoara
- Lugoj

## Städer
- Sânnicolau Mare
- Jimbolia
- Recaș
- Buziaș
- Făget
- Deta
- Gătaia
- Ciacova

## Kommuner
| - Balinț - Banloc - Bara - Bârna - Beba Veche - Becicherecu Mic - Belinț - Bethausen - Biled - Birda - Bogda - Boldur - Brestovăț - Cărpiniș - Cenad - Cenei - Checea - Chevereșu Mare - Comloșu Mare | - Coșteiu - Criciova - Curtea - Darova - Denta - Dudeștii Noi - Dudeștii Vechi - Dumbrava - Dumbrăvița - Fârdea - Fibiș - Foeni - Gavojdia - Ghilad - Ghiroda - Ghizela - Giarmata - Giera - Giroc | - Giulvăz - Gottlob - Iecea Mare - Jamu Mare - Jebel - Lenauheim - Liebling - Lovrin - Margina - Mașloc - Mănăștiur - Moravița - Moșnița Nouă - Nădrag - Nițchidorf - Ohaba Lungă - Orțișoara - Parța - Pădureni | - Peciu Nou - Periam - Pietroasa - Pișchia - Racovița - Remetea Mare - Sacoșu Turcesc - Saravale - Satchinez - Săcălaz - Sânandrei - Sânmihaiu Român - Sânpetru Mare - Secaș - Șag - Șandra - Știuca - Teremia Mare - Tomești | - Tomnatic - Topolovățu Mare - Tormac - Traian Vuia - Uivar - Variaș - Vălcani - Victor Vlad Delamarina - Voiteg |